# Brooke Adams
Brooke Adams (ur. 8 lutego 1949 w Nowym Jorku) – amerykańska aktorka.
Córka Roberta K. Adamsa, producenta telewizyjnego, i Rosalind z domu Gould, aktorki. Uczęszczała do Baltimore School for the Arts i School of American Ballet.
W 1992 roku wyszła za mąż za Tony’ego Shalhouba. Ma dwie córki: Josie Lynn (ur. 1989) i Sophie (ur. 1994).

## Filmografia
| Rok  | Tytuł                               | Tytuł oryginalny                                      | Rola                                         |
| ---- | ----------------------------------- | ----------------------------------------------------- | -------------------------------------------- |
| 2016 | Breakable You                       | Breakable You                                         | Ruth Frank                                   |
| 2015 | The Adventures of Beatle            | The Adventures of Beatle                              | Sekretarka                                   |
| 2012 | Hemingway i Gellhorn                | Hemingway & Gellhorn (TV)                             | Madrytka                                     |
| 2008 | Przypadkowy mąż                     | The Accidental Husband                                | Carolyn                                      |
| 2006 | Tajemnica przeszłości               | The Legend of Lucy Keyes                              | Samantha Porter                              |
| 2005 | At Last                             | At Last                                               | Carol Singleton                              |
| 2003 | Party Animals                       | Party Animals                                         | Sławna mama                                  |
| 2002 | Inna twarz                          | Made-up                                               | Elizabeth James Tivey                        |
| 1995 | Klub Baby-Sitter                    | The Baby-Sitters Club                                 | Elizabeth Thomas Brewer                      |
| 1994 | Galeria obrazów                     | 1994 - )                                              | Angie Varnas                                 |
| 1993 | Ostatni rozkaz                      | Last Hit (TV)                                         | Anna                                         |
| 1992 | Czekam na Ciebie w Laramie          | Gas, Food Lodging                                     | Nora                                         |
| 1991 | Oni czasami wracają                 | Sometimes They Come Back (TV)                         | Sally Norman                                 |
| 1991 | Nienarodzony                        | The Unborn                                            | Virginia Marshall                            |
| 1989 | Druhny                              | Bridesmaids (TV)                                      | Pat                                          |
| 1987 | Człowiek w ogniu                    | Man on Fire                                           | Jane                                         |
| 1987 | Afrykański lew                      | The Lion of Africa (TV)                               | Grace Danet                                  |
| 1987 | Paul Reiser Out on a Whim           | Paul Reiser Out on a Whim (TV)                        |                                              |
| 1985 | Klucz do szczęścia                  | Key Exchange                                          | Lisa Simon                                   |
| 1985 | Koronki 2                           | Lace II (TV)                                          | Pagan Tralone                                |
| 1985 | Substancja                          | The Stuff                                             | Osoba w reklamie "Stuffu"                    |
| 1985 | Prawie jak ty                       | Almost You                                            | Erica Boyer                                  |
| 1984 | Koronki                             | Lace (TV)                                             | Pagan Tralone                                |
| 1983 | Martwa strefa                       | The Dead Zone                                         | Sarah Bracknell                              |
| 1983 | Prostaczkowie za granicą            | Innocents Abroad (TV)                                 | Julia Newell                                 |
| 1981 | Utilities                           | Utilities                                             | Marion Edwards                               |
| 1980 | Powiedz mi zagadkę                  | Tell Me a Riddle                                      | Jeannie                                      |
| 1979 | Kuba                                | Cuba                                                  | Alexandra Lopez de Pulido                    |
| 1979 | A Man, a Woman and a Bank           | A Man, a Woman and a Bank                             | Stacey Bishop                                |
| 1979 | Nero Wolfe                          | Nero Wolfe (TV)                                       | Sarah Dacos                                  |
| 1978 | Inwazja łowców ciał                 | Invasion of the Body Snatchers                        | Elizabeth Driscoll                           |
| 1978 | Niebiańskie dni                     | Days of Heaven                                        | Abby                                         |
| 1978 | Wielki napad na pociąg              | The First Great Train Robbery                         | (niewymieniona w czołówce)                   |
| 1977 | Shock Waves                         | Shock Waves                                           | Rose                                         |
| 1976 | James Dean                          | James Dean (TV)                                       | Beverly                                      |
| 1976 | Myjnia samochodowa                  | Car Wash                                              | Terry (sceny usunięte)                       |
| 1975 | Murder on Flight 502                | Murder on Flight 502 (TV)                             | Vera Franklin                                |
| 1975 | Who Is the Black Dahlia?            | Who Is the Black Dahlia? (TV)                         | Diane Fowler                                 |
| 1975 | The Daughters of Joshua Cabe Return | The Daughters of Joshua Cabe Return (TV)              | Mae                                          |
| 1975 | Black Bart                          | Black Bart (TV)                                       | Jennifer                                     |
| 1974 | Bal kapitański                      | F. Scott Fitzgerald and 'The Last of the Belles' (TV) | Kitty Preston                                |
| 1974 | Wielki Gatsby                       | The Great Gatsby                                      | Gość na przyjęciu (niewymieniona w czołówce) |
| 1974 | Chłopaki z Flatbush                 | The Lord's of Flatbush                                | (niewymieniona w czołówce)                   |
| 1971 | Zabójstwa przy Rue Morgue           | Murders in the Rue Morgue                             | Pielęgniarka (niewymieniona w czołówce)      |
| 1965 | O.K. Crackerby!                     | O.K. Crackerby!                                       | Cynthia Crackerby                            |

Źródło